# Paltothemis
Genre
Paltothemis est un genre d'insectes de la famille des Libellulidae appartenant au sous-ordre des Anisoptères dans l'ordre des Odonates. Il comprend trois espèces.

## Espèces du genrePaltothemis
- Paltothemis cyanosoma Garrison, 1982
- Paltothemis lineatipes Karsch, 1890
- Paltothemis nicolae Hellebuyck, 2002